# Tour della nazionale maschile di rugby a 15 della Romania 2001
Tra il 2000 e il 2003, la nazionale della Romania di "Rugby Union" si reca varie volte in tour per prepararsi al Coppa del mondo del 2003
Nel 2001, la nazionale romena si reca in due momenti diversi in Gran Bretagna. È il punto più basso per il rugby romeno: il 134-0 di Twichenham resterà una macchia indelebile.
| Cardiff 19 settembre 2001 | Galles | 81 – 9 | Romania | Millennium Stadium |

| 8 novembre 2001 | English Students | 11 – 21 | Romania XV |  |

| Londra 17 novembre 2001 | Inghilterra | 134 – 0 | Romania | Twickenham |